# レイモンド・イエローサンダー
レイモンド・イエローサンダー（Raymond Yellow Thunder、1921年 - 1972年）は、白人によって暴行殺害されたアメリカインディアン、スー族の男性。

## 人物
レイモンド・イエローサンダーは1921年、サウスダコタ州の「パインリッジ・インディアン保留地」で、「リトルビッグホーンの戦い」でカスター中佐率いる第7騎兵隊を全滅させたオグララ族の戦士の一人、アメリカンホースの孫として生まれた。レイモンドは7人きょうだいのひとりだった。他の保留地のインディアン同様、極貧の環境で育ち、インディアン寄宿学校では平均的な成績と優れたスポーツの才を見せた。馬の調教に優れていて、高校卒業後、牧場で働き、その後も農場での日雇い労働者を続けた。
レイモンドはネブラスカ州ゴードンの農場で、時給80セントの日雇い仕事を真面目に勤め、土日はパインリッジ保留地の自宅に帰る生活を続けていた。デニス・バンクスはレイモンドについてこう語っている。
「子供好きで、家族の子供たちの世話をよくしていた。極貧の生活をしながら、幼い甥や姪のために、週末はいつも食べ物を買って帰っていた」
1959年来の親友で、同じ農場で日雇い仕事を共にしていた、スー族の伝統派メディスンマンのレオナルド・クロウドッグは、レイモンドについてこう語っている。
「彼は慎み深く、親切な人物で、酒も飲まなかった。　時給80セントの日雇い仕事のために一所懸命働いていた。周りは友人ばかりで敵など一人もいなかった。貧しく車のない彼のために、私はいつでも自分の車で行きたいところまで送ってやっていた」

## 殺害
1972年2月12日、週末の土曜日の晩、「ウィスキータウン」（酒場町）のゴードン市の町角を歩いていたレイモンドは、通りかかった白人牧場主ヘアーの息子、レスリー（当時28歳）とメルビン（当時26歳）の兄弟に因縁をつけられ、いきなり殴り倒された。ヘアー兄弟は白人仲間のバーナード・ラター、ロバート・ベイリス、ジャネット・トンプソンの、男4人に女1人の多勢に任せて、レイモンドを車のトランクに押し込み、ゴードン市内の「アメリカ在郷軍人協会クラブ」までレイモンドを拉致連行した。
ちょうど、「アメリカ在郷軍人協会クラブ」では、酔っ払った白人のカウボーイやカウガール達が、ダンスパーティーに興じていたところだった。ヘアー兄弟らは半殺しにしたレイモンドをホールに引きずり込み、衣服を剥ぎとって全裸にして「踊りを踊れ」と強要し、思いがけない余興を提供した。さらにヘアー兄弟、ラター、ベイリスらはレイモンドに殴る蹴るの暴行を加え、ホールの客たちに「さあみんな、こいつを殴れよ、気持ちいいぜ！」と叫んだ。白人たちは男も女も面白がって、レイモンドに対する暴行に加わった。
しばらくするとホールの客たちはインディアンへの私刑に飽きてきたので、ヘアー兄弟は半死半生状態のレイモンドを表の通りに引きずり出した。
2月20日、レイモンドの死体が廃車置き場で、ヘアー兄弟の車のトランクから発見された。51歳だった。
警察はヘアー兄弟を「第二級殺人罪」で逮捕した。通常、インディアンが白人を殺せばたいていの場合「第一級殺人罪」で死刑になるが、白人がインディアンを殺しても「第一級殺人罪」に問われることはほとんどない。警察はこの事件を「酔っ払ったインディアンが喧嘩に巻き込まれて勝手に死んだのだ」と断定し、「悪戯者たちがやらかした残酷な悪ふざけ」、「ちょっとした出来事に過ぎない」として、ヘアー兄弟を拘束することもなく即日釈放した。保釈金は請求されなかった。
レイモンドの死体は遺族が来るよりも前に、警察によって棺に入れられた。レイモンドの遺族が抗議をしても、警察は全く取り合わなかった。部族会議もBIA（インディアン管理局）も、全く遺族を相手にしなかった。「全米一人種差別の激しい州」と謳われるサウスダコタや、ネブラスカのゴードンで、白人から理不尽な暴行を受けるインディアンは珍しくもなかったのである。
レイモンドは酒を飲まなかった。道端に酔いつぶれて寝転がっているようなインディアンではなかった。馬扱いがうまく、子供好きで勤勉なインディアンだった。レッドネックに殺されたことで、レイモンドになんの咎があるわけでもなかった。彼の死は、単に白人の週末の気晴らしであり、娯楽でしかなかった。

## AIMの決起
レイモンドの一族は、新進のインディアン権利団体「アメリカインディアン運動」（AIM）に助けを求めた。ラッセル・ミーンズ、デニス・バンクスにそれぞれパインリッジ保留地から救援の電話が届けられた。ちょうどAIMは、ネブラスカ州オマハで会議を開いていた。AIMは全会一致で救援を決定し、バスと乗用車によるキャラバン隊を編成し、パインリッジへと向かった。
パインリッジに到着したAIMは、オグララ族や、近隣のインディアン部族、AIM支持者1600人を集め、大集会を開いた。デニス・バンクスはこう演説した。
1972年3月5日、出発の前日に、AIMはパインリッジのポーキュパインで決起集会を開き、172人のインディアンがさらに加わった。ラッセル・ミーンズは、「ゴードンに抗議団が入った場合、白人によって大量虐殺を受ける恐れがある」とし、死を覚悟したインディアンたちに、AIMの霊的後援者である呪い師のレオナルド・クロウドッグに儀式を行ってもらい、その結果で方針を決めることを提案し、全会一致でこれが了承された。
レオナルドは徹夜で「ユイピの儀式」を行った。レオナルドはこう語っている。「精霊たちは、銃よりも霊的な力のほうが強いのだからと、非武装で行進を行うよう語りかけてきた。またホリネズミの砂を使うようにとも言われた。ホリネズミの砂は、クレイジーホースも使った銃弾から身体を守るメディスンだ」
レオナルドはデニス、ラッセル、クライド・ベルコート、ヴァーノン・ベルコートの四人にホリネズミの砂をふりかけ、シダーで清め、鷲の羽で煽いで「聖なるパイプ」の儀式を行った。
1972年3月6日、AIMは司法省とネブラスカ州知事、BIA、ゴードン市長に電話をし、抗議行進の決行を伝えた。この後、グレイハウンドの大型バス2台、150台の自動車による、1000人近い一大インディアン・キャラバン隊がポーキュパインを出発し、ゴードンへ向かった。このとき、オグララ族の少年が作った歌は、のちに「AIMの歌」となった。

### ゴードン市庁の占拠
まずデニス、ラッセル、レオナルドの三人が先頭に立ち、徒歩でゴードンに入った。保安官、州警察、FBIが暴動鎮圧装備で出迎えたが、手出しはしなかった。数人の白人がビールの缶や爆竹を投げつけたが、すぐに逃げた。続いて抗議団の一斉行進が始まった。人口2000人のゴードン市は、「インディアンの集団が迫ってくる」との報にパニック状態となった。伝統的な衣装を着て、星条旗を逆さに掲げ、太鼓を叩きながら中央大通りを行進してくるインディアンたちの姿を見て、200人の白人住民たちが、着の身着のままで町から逃げ出した。AIMは市のホールと市長室を占拠して、決起集会を開き、当局の役人たちを招いて、以下のような要求書を突きつけた。
1. イエローサンダーを再検死すること
2. イエローサンダー殺害犯を再逮捕し、第二級ではなく第一級の謀殺罪で起訴すること
3. 今後、インディアン関連の犯罪事件を公平に捜査すること

市を埋め尽くしたインディアンの猛抗議に、当局は再検死を受け入れた。レイモンドの墓から棺が掘り起こされ、デニス・バンクス、ラッセルとテッドのミーンズ兄弟、レオナルド・クロウドッグ、シーベルト・ヤングベア酋長、レイモンドの母親と妹の立会いのもと、遺体が検分された。検死はAIMの推薦する日系人検察医が行った。レイモンドの死体にはタバコの火を押しあてた痕があり、頭蓋骨は砕けていた。拳やブーツの先、金づちのような鈍器で殴られた跡が全身に残っていた。
白人に殺されたインディアンによくあるように、去勢されているのではないかとの心配はあったが、今回はそれはなかった。検察官が「思ったより悪い状態じゃないね。彼は去勢されてはいない」と述べると、インディアンの女性がこう答えた。「おお、それじゃレイモンド・イエローサンダーはまだ生きてるってのかい？」　大勢のインディアンたちが、鎮魂のために、後に「AIMの歌」となる歌を歌った。
AIMとインディアンたちはゴードン市に一週間滞在し、ヘアー兄弟の死刑と、市警察署長の罷免を求め、「ゴードン人権問題会議」を組織して、インディアンへの差別案件に対する公聴会を開いた。白人警官によるインディアンへの迫害暴力の実態をつきつけるため証人審問を行い、インディアン少女を連続強姦したゴードン市警察の白人警官ジョン・ポールを免職処分とさせた。さらに教育現場に於ける差別案件が議題に挙げられ、伝統的なインディアンの長髪に対する教育現場の短髪強制などの案件について、是正抗議が教育委員会に出された。また、未成年のインディアンを成年囚人と同じ刑務所に収監するという差別制度を撤廃させた。
AIMはゴードン市にAIMの支部を開設し、インディアンの被差別案件に対する情報ネットワークを置いて、一週間にわたる市庁舎の占拠を解いた。

### 殺害者に対する審判
1972年5月、AIMの要求によって、ネブラスカ州アライアンスで、イエローサンダー殺害の再審理が開かれた。犯人として再逮捕されたレスリー・ヘアー、メルヴィン・ヘアーの兄弟、バーナード・ラター、ロバート・ベイリス、ジャネット・トンプソンの「ヘアー・ブラザーズ」たちが殺人罪で起訴された。
5人のうち、ジャネット･トンプソンは何の罪状も科せられなかった。3人は殺人と不法監禁の嫌疑をかけられた。結果、「第二級殺人罪」で、ヘアー兄弟の兄レスリーに懲役6年、弟メルヴィンに懲役2年、罰金500ドルという判決が下された。
なんら落ち度のない人間に対する殺人の刑としては軽すぎる判決だったが、デニス・バンクスはこう述べている。「もしAIMが抗議しなかったら逮捕も起訴もなかっただろう。それを思えばこれは、実質的なインディアンの大勝利だった」

## 葬儀
レイモンドの遺体は故郷のポーキュパインに運ばれ、「私たちは白人になどレイモンドを埋葬させたくはない」との遺族の願いで、レオナルド・クロウドッグによって伝統的な儀式による葬儀が執り行われることになった。レオナルドは居並ぶ列席者に、こう述べた。
1000人の列席者のもと、クライド・ベルコート、ラッセル・ミーンズ、ハーブ・ポーレス、デニス・バンクスらAIMメンバーが棺を担いだ。レオナルドは「聖なるパイプ」を用意し、ホリネズミの砂で全員を清め、パイプを回し飲みした。レイモンドの顔に真っ赤な色を塗り、鷲の羽毛を遺体に着けた。鷲の骨の笛を吹いて、全員で西・北・東・南の順に向いて祈り、パイプを天と地に掲げた。
レイモンドはポーキュパインの東の丘に葬られた。AIMの歌の大合唱の中、日暮れ間近に棺が地中に下ろされると、スー族の老呪い師ジョージ・イーグルエルクがレイモンドや、クレイジーホース、シッティング・ブル、ビッグフットら、白人に殺されたインディアンたちの名を挙げて祈りの歌を歌った。
ひとりのインディアンの死は、AIMを始めとするインディアンたちの権利回復運動「レッド・パワー」に火を着けた。インディアンたちは白人社会による抑圧をもう我慢できなくなった。AIMはこの後、「破られた条約のための行進」を決行し、「BIA本部ビル占拠抗議」ではついに合衆国に宣戦布告を行った。「レッド・パワー」は全米に戦いの火を拡げていった。レオナルドの妻だったマリー･クロウドッグはこのレイモンドの死とゴードンでの占拠抗議について、こう述べている。